# Temixco
Temixco – meksykańskie miasto i gmina położone około 250 kilometrów w kierunku południowo-zachodnim od miasta Meksyk, w stanie Morelos jako czwarte co do wielkości miasto tego stanu. Miasto w 2005 roku liczyło blisko 90 tys., a gmina miejska około 98 tys. mieszkańców.